# 魂のルフラン
「魂のルフラン」（たましいのルフラン、英: Soul's Refrain）は、高橋洋子の14枚目のシングル。1997年2月21日にスターチャイルドから発売された。

## 概要
本楽曲は、1997年3月15日に公開されたアニメ映画『新世紀エヴァンゲリオン劇場版 シト新生』の主題歌（エンディングタイトルロール）に使用された。同映画の前売券第3弾の特典ビデオ『新世紀エヴァンゲリオン GENESIS 0:0' THE LIGHT FROM THE DARKNESS』には、本楽曲のプロモーションビデオが収録されている。テーマは「輪廻」である。
楽曲名に含まれる「ルフラン」とは、「リフレイン」 (refrain) のフランス語読みである。
2006年5月24日には、リマスタリングされたマキシシングル「魂のルフラン/THANATOS -IF I CAN'T BE YOURS-」が発売された。
フル配信のミリオンが2014年5月度にいったん認定されたが、その後の2016年7月度にはトリプル・プラチナ（75万DL）に修正されている。
2019年3月1日には、ソニー・ミュージックエンタテインメントのアニメソング人気投票キャンペーン「平成アニソン大賞」において映画主題歌賞（1989年 - 1999年）に選出された。
カップリングの「心よ原始に戻れ」は、『シト新生』のイメージソングとなっており、劇中本編では未使用となっている。「生命は目覚めるときを待っている」という内容だが、「魂のルフラン」と同じビデオを見て同時に作詞したので、テーマとしては似たものとなっている。
パチンコ機『CR新世紀エヴァンゲリオン 〜奇跡の価値は〜』の時短中またはアスカ覚醒モード中の大当たり、パチスロ機『新世紀エヴァンゲリオン 〜まごころを、君に〜』の特定条件時（黒のエヴァンゲリオンを揃えるor50G以内or暴走モード中に成立）でのビッグチャンス（赤7、青7）、パチスロ機『新世紀エヴァンゲリオン 〜約束の時〜』の特定条件時などのBGMとしても使われている。

## 作詞
作詞を担当した及川眠子は「残酷な天使のテーゼ」と同じく、本編をほとんど見ないまま詞を書いたことを明かしている。
当時、テレビ版本編1話分だけのビデオと2曲分のデモテープ（のちの「魂のルフラン」と「心よ原始に戻れ」だが、この段階ではまだどちらが主題歌になるかは決定していなかった）をプロデューサーに渡され、「これを見て、思い浮かんだことを書いてください」という指定であった。「それが“死んで生き返る”という内容で、『ああ〜“輪廻”ね』って書いたのがアレ（魂のルフラン）」とのこと。
「魂のリフレイン」という言葉を初めに思いついたが音数に合わないうえ、「リフレ」という音が抜ける感じが気持ち悪く感じたので、フランス語で「ルフラン」とした。また、冒頭の「私に還りなさい」については、「本当に直球にかくと『子宮に還りなさい』」であると述べている。

## 収録曲
（全作詞：及川眠子）
1. 魂のルフラン [5:14]
作曲・編曲：大森俊之
  - 東映配給アニメ映画『新世紀エヴァンゲリオン劇場版 シト新生』主題歌
2. 心よ原始に戻れ [4:52]
作曲：佐藤英敏、編曲：大森俊之
  - 東映配給アニメ映画『新世紀エヴァンゲリオン劇場版 シト新生』イメージソング
3. 魂のルフラン OFF VOCAL VERSION [5:12]
4. 心よ原始に戻れ OFF VOCAL VERSION [4:49]

## 魂のルフラン/THANATOS -IF I CAN'T BE YOURS-
1. 魂のルフラン [5:14]
2. THANATOS -IF I CAN'T BE YOURS- [4:50]
歌：LOREN & MASH
作詞：MASH、作曲・編曲：鷺巣詩郎
  - 東映配給アニメ映画『新世紀エヴァンゲリオン劇場版 Air/まごころを、君に』主題歌
3. 心よ原始に戻れ [4:50]
4. THANATOS -IF I CAN'T BE YOURS- “Nine Years After Mix” [8:19]
歌：LOREN & MASH
作詞：MASH、作曲・編曲：鷺巣詩郎
5. 魂のルフラン OFF VOCAL VERSION [5:11]

## 残酷な天使のテーゼ/魂のルフラン
1. 残酷な天使のテーゼ [4:07]
作詞：及川眠子、作曲：佐藤英敏、編曲：大森俊之
  - テレビアニメ『新世紀エヴァンゲリオン』オープニングテーマ
2. 魂のルフラン [5:14]
3. 残酷な天使のテーゼ off vocal ver. [4:06]
4. 魂のルフラン off vocal ver. [5:09]

## 参加ミュージシャン
- キーボード：大森俊之
- エレクトリックギター：丹波博幸
- エスニックストリングス：田代耕一郎
- パーカッション：三沢またろう
- コーラス：高橋洋子、たかはしごう、竹田えり、石塚勇

## 収録シングル・アルバム

### エヴァンゲリオン
| 曲名           | 収録アルバム                                                | 発売日         | 規格品番      | アーティスト   | バージョン               | トラック番号 |
| -------------- | ----------------------------------------------------------- | -------------- | ------------- | -------------- | ------------------------ | ------------ |
| 魂のルフラン   | 『〜refrain〜 The songs were inspired by "EVANGELION"』     | 1997年11月6日  | KICA-378      | (Instrumental) | Prologue de Refrain      | #1           |
| 魂のルフラン   | 『〜refrain〜 The songs were inspired by "EVANGELION"』     | 1997年11月6日  | KICA-378      | 高橋洋子       | Tabris Mix               | #12          |
| 魂のルフラン   | 『EVANGELION -THE DAY OF SECOND IMPACT-』                   | 2000年9月13日  | KICA-525      | 高橋洋子       | （原曲）                 | #7           |
| 魂のルフラン   | 『EVANGELION -THE BIRTHDAY OF Rei AYANAMI-』                | 2001年12月19日 | KICA-537      | 林原めぐみ     | Aqua Groove Mix          | #9           |
| 魂のルフラン   | 『Refrain of Evangelion』                                   | 2003年7月24日  | KICA-608      | 高橋洋子       | （原曲）                 | #17          |
| 魂のルフラン   | 『NEON GENESIS EVANGELION DECADE』                          | 2005年10月26日 | KICA-718      | 高橋洋子       | （原曲）                 | #8           |
| 魂のルフラン   | 『NEON GENESIS EVANGELION DECADE』                          | 2005年10月26日 | KICA-718      | 高橋洋子       | 10TH ANNIVERSARY VERSION | #13          |
| 魂のルフラン   | 『A.T. EVA01 Reference CD』                                 | 2007年12月21日 | SSX-10121     | 高橋洋子       | （原曲のリマスタリング） | #3           |
| 魂のルフラン   | 『NEON GENESIS EVANGELION SOUNDTRACK 25th ANNIVERSARY BOX』 | 2020年10月7日  | KICA-2576〜80 | 高橋洋子       | （原曲）                 | Disc4-#16    |
| 魂のルフラン   | 『EVANGELION FINALLY』                                      | 2020年10月7日  | KICA-2583     | 高橋洋子       | （原曲）                 | #3           |
| 心よ原始に戻れ | 『〜refrain〜 The songs were inspired by "EVANGELION"』     | 1997年11月6日  | KICA-378      | 高橋洋子       | Sublimation Mix          | #9           |
| 心よ原始に戻れ | 『NEON GENESIS EVANGELION DECADE』                          | 2005年10月26日 | KICA-718      | 高橋洋子       | （原曲）                 | #9           |
| 心よ原始に戻れ | 『EVANGELION FINALLY』                                      | 2020年10月7日  | KICA-2583     | 高橋洋子       | 2020                     | #9           |

### 高橋洋子
| 曲名         | 収録アルバム                                         | 発売日         | 規格品番  | バージョン      | トラック番号 |
| ------------ | ---------------------------------------------------- | -------------- | --------- | --------------- | ------------ |
| 魂のルフラン | 『Li-La』                                            | 1997年11月6日  | KTCR-1454 | ERATO Version   | #4           |
| 魂のルフラン | 『BEST PIECES II』                                   | 1999年2月24日  | KTCR-1626 | REMIX FOR PEACE | #14          |
| 魂のルフラン | 『スーパー・バリュー 高橋洋子』                      | 2001年12月19日 | UMCK-8005 | ERATO Version   | #11          |
| 魂のルフラン | 『GOLDEN☆BEST 高橋洋子』                             | 2004年2月25日  | UICZ-6055 | REMIX FOR PEACE | #3           |
| 魂のルフラン | 『高橋洋子 ベスト10』                                | 2007年1月17日  | UPCY-9080 | REMIX FOR PEACE | #9           |
| 魂のルフラン | 『エッセンシャル・ベスト 高橋洋子』                  | 2007年12月19日 | UPCY-9143 | REMIX FOR PEACE | #14          |
| 魂のルフラン | 『高橋洋子 ベストセレクション』                      | 2008年11月7日  | TRUE-1004 | REMIX FOR PEACE | #1           |
| 魂のルフラン | 『20th century Boys & Girls 〜20世紀少年少女〜』     | 2010年6月23日  | KICS-1549 | 2010VERSION     | #1           |
| 魂のルフラン | 『Li-La+3』                                          | 2013年10月2日  | UPCY-6765 | ERATO Version   | #4           |
| 魂のルフラン | 『Li-La+3』                                          | 2013年10月2日  | UPCY-6765 | REMIX FOR PEACE | #13          |
| 魂のルフラン | 『20th century Boys & Girls II 〜20世紀少年少女2〜』 | 2015年4月22日  | KICS-3187 | 2015VERSION     | #10          |
| 魂のルフラン | 『YOKO SINGS FOREVER』                               | 2017年3月22日  | UPCY-7259 | 2017VERSION     | #16          |

### 林原めぐみ
| 曲名           | 収録アルバム  | 発売日        | 規格品番 | バージョン           | トラック番号 |
| -------------- | ------------- | ------------- | -------- | -------------------- | ------------ |
| 魂のルフラン   | 『Irāvatī』   | 1997年8月6日  | KICS-640 | Aqua Groove Mix      | #4           |
| 魂のルフラン   | 『VINTAGE A』 | 2000年6月21日 | KICS-810 | Aqua Groove Mix      | #14          |
| 心よ原始に戻れ | 『Irāvatī』   | 1997年8月6日  | KICS-640 | Naked Flower Version | #9           |

### その他
| 曲名           | ボーカル   | 収録シングル・アルバム                                | 発売日        | 規格品番  | 備考            |
| -------------- | ---------- | ----------------------------------------------------- | ------------- | --------- | --------------- |
| 魂のルフラン   | 林原めぐみ | 『スターチャイルド ガールズキャラクターソングベスト』 | 2002年5月22日 | KICA-9571 | Aqua Groove Mix |
| 心よ原始に戻れ | 宮村優子   | 「心よ原始に戻れ 〜2012Version〜」                    | 2012年1月11日 | KICM-1343 | 2012Version     |

## カバー
| アーティスト           | 収録アルバム                                                     | 発売日         | 規格品番   |
| ---------------------- | ---------------------------------------------------------------- | -------------- | ---------- |
| 梶谷美由紀             | 『ANIMAX』                                                       | 1997年6月11日  | TACP-1007  |
| 石田燿子               | 『パラパラMAX2 〜THE POWER OF NEW ANIMATION SONGS〜』            | 2000年11月24日 | PICA-1217  |
| 奥井雅美               | 『マサミコブシ』                                                 | 2003年5月1日   | KICS-1017  |
| Yuki Nakano☆MIQ        | 『モエトラ アニメ★トランス2』                                    | 2005年9月30日  | BSCP-2     |
| 下川みくに             | 『Remember 〜下川みくに青春アニソンハウスアルバム〜』            | 2006年3月15日  | PCCA-2239  |
| 東方女子楽坊C-gal      | 『c-gal@anime (検索)』                                           | 2007年1月10日  | CRCI-20681 |
| たかはし智秋・今井麻美 | 『THE IDOLM@STER RADIO TOP×TOP!』                                | 2007年5月30日  | COCX-34249 |
| 松澤由美               | 『アニカペラ』                                                   | 2007年6月6日   | TNCH-24    |
| 森下悠里               | 『ゆうりずむ 〜セクシー遊戯〜』                                  | 2007年7月25日  | CYCF-00017 |
| 喜多村英梨             | 百歌声爛 女性声優編II』                                          | 2008年1月23日  | SVWC-7526  |
| I'iwi                  | 『ANIME HOUSE 02』                                               | 2008年9月24日  | ATCD-10007 |
| 折笠富美子             | 百歌声爛 女性声優編Ⅲ』                                           | 2009年3月18日  | SVWC-7608  |
| アニパンク             | 『アニパンク新録音盤:序』                                        | 2009年6月24日  | XQAY-1102  |
| m.o.v.e                | 『anim.o.v.e 01』                                                | 2009年8月19日  | AVCT-10170 |
| HIMEKA                 | 『ラブ・アニソン 〜歌ってみた〜』                                | 2010年3月3日   | SICL-230   |
| 中川翔子               | 『しょこたん☆かばー3 〜アニソンは人類をつなぐ〜』                | 2010年3月10日  | SRCL-7218  |
| arlie Ray              | 『覚醒、そして降臨』                                             | 2010年4月7日   | CLD-1006   |
| Jazzin' park×福田萌    | 『I LOVE TOKYO 〜FOR ANIME MUSIC LOVERS〜』                      | 2011年10月5日  | CRCP-40303 |
| KENN                   | 『新・百歌声爛II 男性声優編』                                    | 2012年2月8日   | ESCL-3812  |
| 水島大宙               | 『新・百歌声爛II 男性声優編』                                    | 2012年2月8日   | ESCL-3812  |
| 霧矢大夢               | 『宝塚歌劇 月組公演・実況::Misty Station』                       | 2012年4月13日  | TCAC-451   |
| 摩天楼オペラ           | 『V-ANIME ROCKS!』                                               | 2012年8月1日   | TKCA-73796 |
| 四条貴音（原由実）     | 『THE IDOLM@STER ANIM@TION MASTER 生っすかSPECIAL 01』           | 2012年8月15日  | COCX-37413 |
| さくらまや             | 『まや☆カラ カラオケクイーンさくらまやと歌おう!!』               | 2012年12月5日  | CRCN-20383 |
| 岩男潤子               | 『Anison A to Z』                                                | 2013年1月23日  | JICD-009   |
| A（エース）            | 『V-ANIME ROCKS evolution』                                      | 2013年10月2日  | TKCA-73994 |
| SORAMIMI               | 『アニソンJAPAN』                                                | 2015年1月7日   | ARK-1006   |
| 榊原ゆい               | 『LOVE×CoverSongs 2』                                            | 2015年1月28日  | LXCH-0010  |
| 二代目アニメタル       | 『Blizzard of ANIMETAL THE SECOND』                              | 2016年4月6日   | SRCL-9034  |
| ウォルピスカーター     | 『ウォルピス社の提供でお送りしました』                           | 2017年2月22日  | SCGA-00055 |
| 島津亜矢               | 『SINGER4』                                                      | 2017年9月20日  | TECE-3443  |
| Roselia                | 『バンドリ! ガールズバンドパーティ! カバコレ Special Selection』 | 2020年6月1日   | -          |
| Mary's Blood           | 『Re>Animator』                                                  | 2020年8月26日  | TKCA-74895 |